# Wie ich das Ende der Welt erlebte
Wie ich das Ende der Welt erlebte (Originaltitel: Cum mi-am petrecut sfârșitul lumii) ist ein rumänischer Film aus dem Jahr 2006. Regie führte Cătălin Mitulescu.

## Handlung
Der Film spielt im Rumänien des Jahres 1989 kurz vor der Revolution. Der siebenjährige Lalalihu singt in einem Chor und muss zu Ehren des Regimes ein patriotisches Lied einüben, während er Pläne schmiedet, wie er den Diktator Ceaușescu ermorden kann. Seine siebzehnjährige Schwester Eva möchte mit ihm gemeinsam nach Italien fliehen. Als sie aber eine Statue des Diktators in ihrer Schule umwirft, muss sie stattdessen eine Schule für schwererziehbare Jugendliche besuchen. Am Ende des Films werden Eva und Lalalihu Zeugen der rumänischen Revolution.

## Kritik
„Die nachdenklich stimmende Tragikomödie beschwört keinen weinerlichen Abgesang herauf, sondern beschreibt eine Aufbruchstimmung, deren Richtung noch nicht ganz ausgelotet ist.“